# Oxypoda mimetica
Oxypoda mimetica är en skalbaggsart som beskrevs av Thomas Casey 1906. Oxypoda mimetica ingår i släktet Oxypoda och familjen kortvingar. Inga underarter finns listade i Catalogue of Life.